# Kepler-49 d
Kepler 49 d — третья по счёту экзопланета в системе Kepler-49. Звезда находится на расстоянии 314 парсек от Земли.

## История открытия
Планета была открыта в 2012 году транзитным методом.

## Родительская звезда
Kepler-49 — звезда, которая находится в созвездии Лебедя на расстоянии около 1024 световых лет от нас. Вокруг звезды обращаются, как минимум, четыре планеты.
Kepler-49 представляет собой оранжевый карлик, примерно вдвое уступая по размерам Солнцу. Впервые в астрономической литературе упоминается в каталоге 2MASS, опубликованном в 2003 году. Масса звезды равна 0,55 M⊙, а радиус — 0,53R⊙. Температура поверхности звезды составляет приблизительно 3974 кельвинов.
| Земля | Kepler-49 d     |
| ----- | --------------- |
| Земля | {{{exoplanet}}} |

## Характеристики
Масса планеты не известна, так как она почти не резонирует с другими планетами. Температура на планете из-за близкого расположения к звезде около 736 Кельвинов (примерно 462 градуса по цельсию), поэтому никакой речи об обитаемости быть не может.

### Орбитальные характеристики
Планета находится на расстоянии 0,031 астрономических единиц, то есть Kepler-49 d находится в 10 раз ближе, чем Меркурий до Солнца. Как и другие планеты системы Kepler-49 она не попадает в зону обитаемости.